# Willy Kargus
Willy Kargus (fl. XX secolo) è stato un calciatore e allenatore di calcio tedesco.
Fu il primo calciatore e il primo allenatore straniero nella storia della Salernitana.

## Biografia
Nato in Germania, Willy Kargus viveva a Vietri sul Mare e lavorava presso lo stabilimento di Fratte delle Manifatture Cotoniere Meridionali quando cominciò la sua carriera da calciatore in Italia.

## Carriera

### Calciatore
Kargus cominciò a giocare nella Cavese in quarta serie. Nel giugno del 1921, al campo di Piazza d'Armi, il tedesco fece il suo esordio con la maglia della Salernitana, disputando una partita contro il Naples. Giocò tre campionati di Prima Categoria in granata, con la pausa del 1922-23, diventando la punta di diamante della squadra, tanto da essere nominato capitano della Salernitana (all'epoca Salernitanaudax). Oltre ai 4 gol in 19 partite di campionato, Kargus realizzò anche una tripletta in una partita di Coppa contro il Savoia.
Tra il 1925 e il 1927, Kargus fu protagonista con la maglia della Bagnolese, giocando in Prima Divisione. Nella stagione 1925-26, la squadra arrivò seconda nel Girone B delle semifinali della Lega Sud, mancando l'accesso alle finali di lega. Kargus contribuì alla campagna con 8 reti tra campionato e semifinali.

### Allenatore
Nella stagione 1924-25, Kargus assunse l'incarico di allenatore-giocatore della Salernitana (all'epoca Salernitanaudax). Divenne così il primo allenatore straniero della squadra granata. Venne affiancato nell'incarico, e poi sostituito, dal milanese Giovanni Belloni.